# ゲンノショウコ
ゲンノショウコ（現の証拠・現証拠、学名: Geranium thunbergii）は、フウロソウ科フウロソウ属の多年草。日本全土の山野や道端に普通に見られる。別名フウロソウ、ミコシグサ、イシャイラズ。中国植物名は、童氏老鸛草（どうしろうかんそう）、中日老鸛草。夏から秋にかけて、ウメに似た花を咲かせ、花色は紅紫色か白色である。薬草としてもよく知られ、日本三大民間薬のひとつに数えられる。若い葉は食用にすることも出来る。
近い仲間にアメリカフウロ、老鸛草などがある。

## 名称
和名の由来は、古来より下痢止めや胃腸病に効能がある薬草として有名で、煎じて飲むとその効果がすぐ現れるところからきている。和名ゲンノショウコは「実際に効く証拠」を意味し、「現（験）の証拠」と漢字書きにされる。日本では、「現の証拠」のほか、「玄草（げんそう）」という名でも流通している。
別名として、フウロソウ、果実の形をろうそくに見立ててロウソクソウや、種子を飛散させた後の果実の形が、神輿の屋根のように見えることから、ミコシグサ（神輿草）、フウロソウとミコシグサを合わせてフウロソウミコシグサ（風露草神輿草）とも呼ばれる。また、葉の形にちなんでネコアシ（猫足）、ウメに似た花形と茎が細く伸びる姿からウメズル（梅蔓）ともよばれることもある。
飲み過ぎても便秘を引き起こしたりせず、薬効が強くて優秀な整腸生薬であることから、地方によりイシャイラズ（医者いらず）、さらにはイシャゴロシ（医者殺し）、イシャナカセ（医者泣かせ）、「現の証拠」すなわち「ただちに効く」の意からタチマチグサ（たちまち草）、テキメンソウ（覿面草）などの異名も持つ。
花言葉は、「心の強さ」である。

## 分布・生育地
日本では北海道・本州・四国・九州に分布する。また国外では、朝鮮半島、中国大陸などに分布する。日当たりの良い野原や道ばた、林縁、山野、原野、水田のあぜなどに自生する。
ゲンノショウコには白い花を付ける白色系と、ピンク色を付ける紅色系とがあり、日本では、富士川付近を境に東日本では白花が多く、西日本では淡紅、日本海側で紅色の花が多く分布している。

## 形態・生態
多年草。茎は分岐して先端は約30 - 70センチメートル (cm) に斜めに立ち上がって伸びるが、下部は地表を這うようにして横に伸び広がり、茎葉の全体に毛があり、節の下部は下向きの毛が生えている。
葉は長い柄がついて対生し、掌状に下部の葉は5深裂、上部の葉は3深裂し、幅は3 - 7 cm位。裂片は倒卵形で、先は鈍く尖る。葉の縁は鋸歯型で、柔らかな葉質である。若葉のうちは、裏側には暗紅色の斑点がある。幼時は茎が横に張っていないので、有毒植物であるトリカブトなどの類似植物と見誤ることもある。向かい合って対生する葉柄は、交互に長さが異なる。
花期は夏から秋にかけて（7 - 10月ごろ）。花は目立ち、紅紫色、淡紅色、あるいは白色で、淡紫色の筋が入った花を咲かせる。枝先と葉腋から細長い花軸を出した先に花を2個付け、花径は10 - 15ミリメートル (mm) 前後、花弁は5枚で筋が走り、花弁の先がへこむものもある。萼片は5つ、雄しべは10ある。花が咲き始めのころは、柱頭の先が1本に見えるが、開花後しばらく経つと5裂する。
花が咲き終わったあとにできる果実は、鳥のくちばしのように細長い形をした蒴果を結び、長さは15 - 20 mmほどの線形で毛が密生する。熟すと果皮が下から5つに裂開して反り返り、反動で中から5個の種子を1つずつ弾き飛ばす。5裂片は蒴果の先端だけについていて、下方は外側に巻き上がる。種子で繁殖する。種子は光沢がない黒褐色をした楕円形で、長さは2.5ミリメートル (mm) ほど、一端にへそがある。

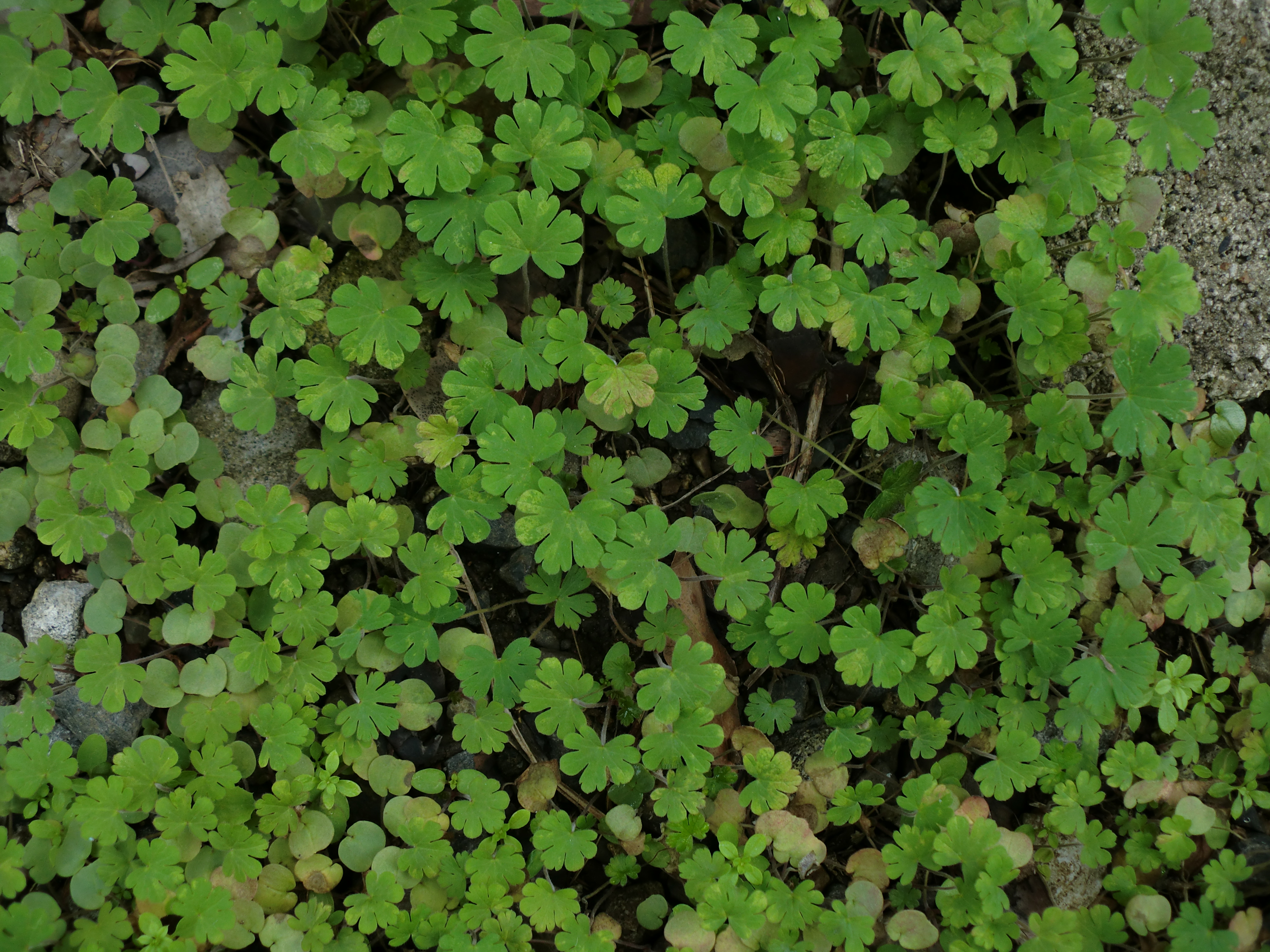
芽
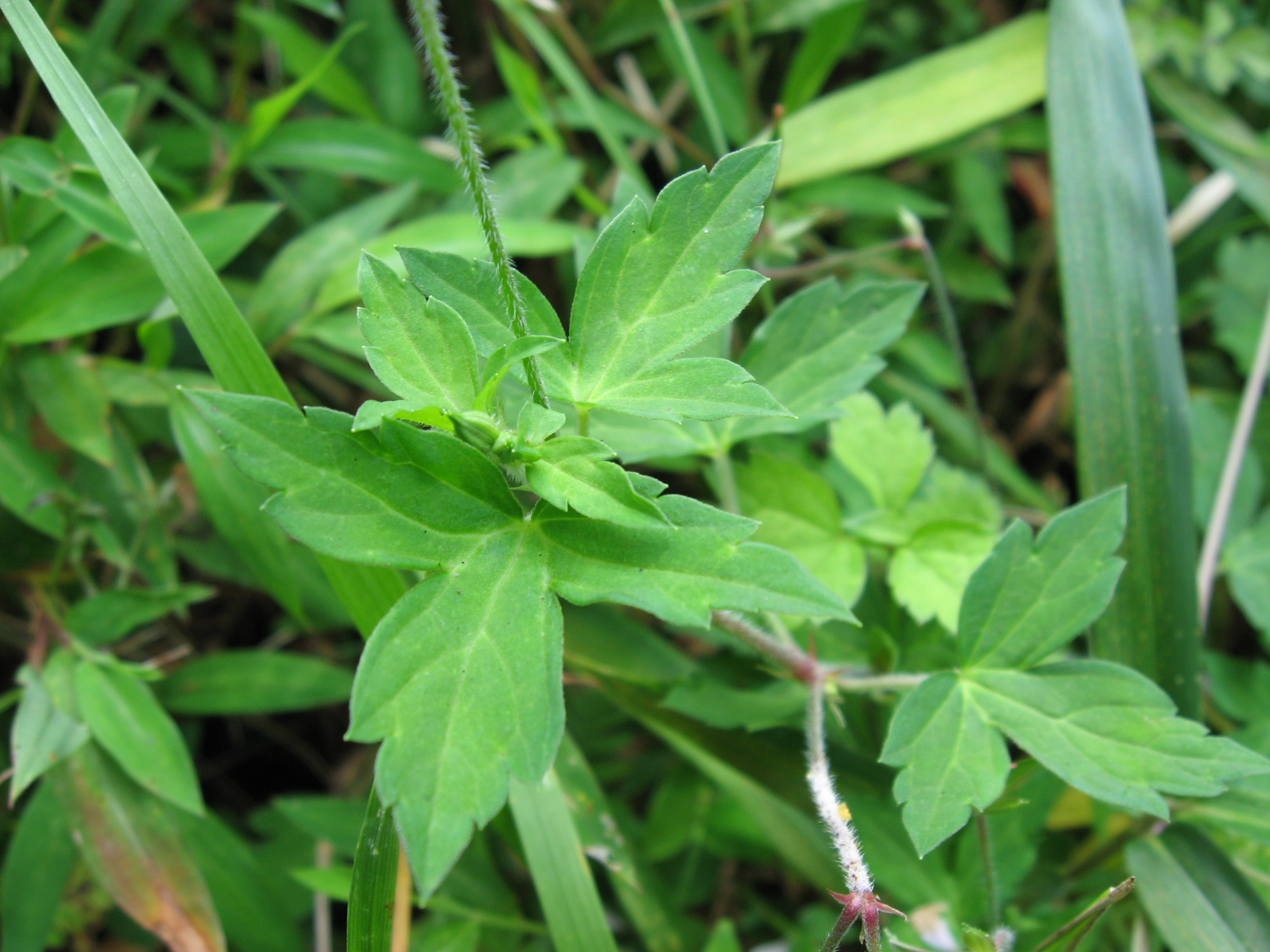
葉
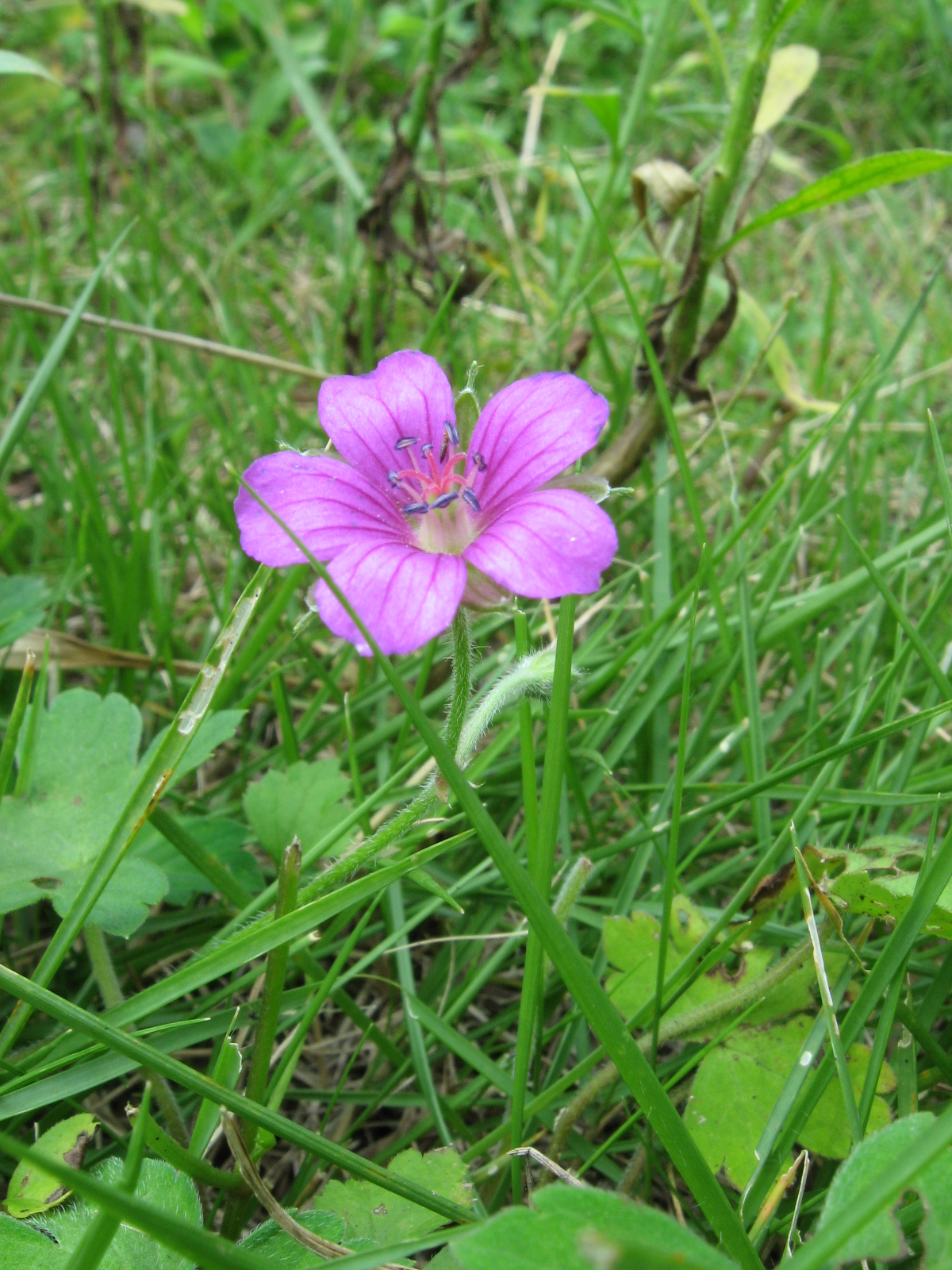
花（紅紫色）
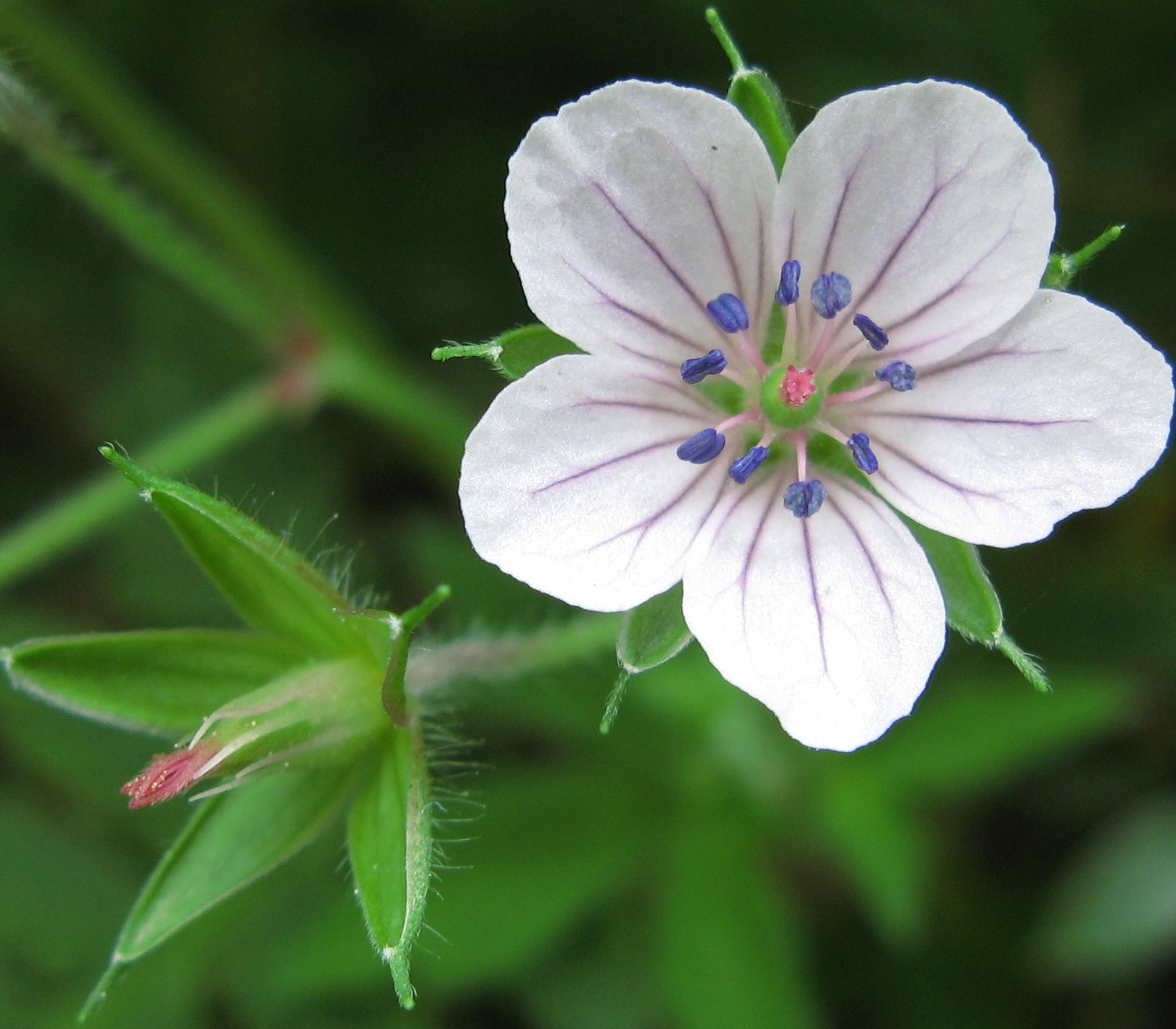
花（白紫色）
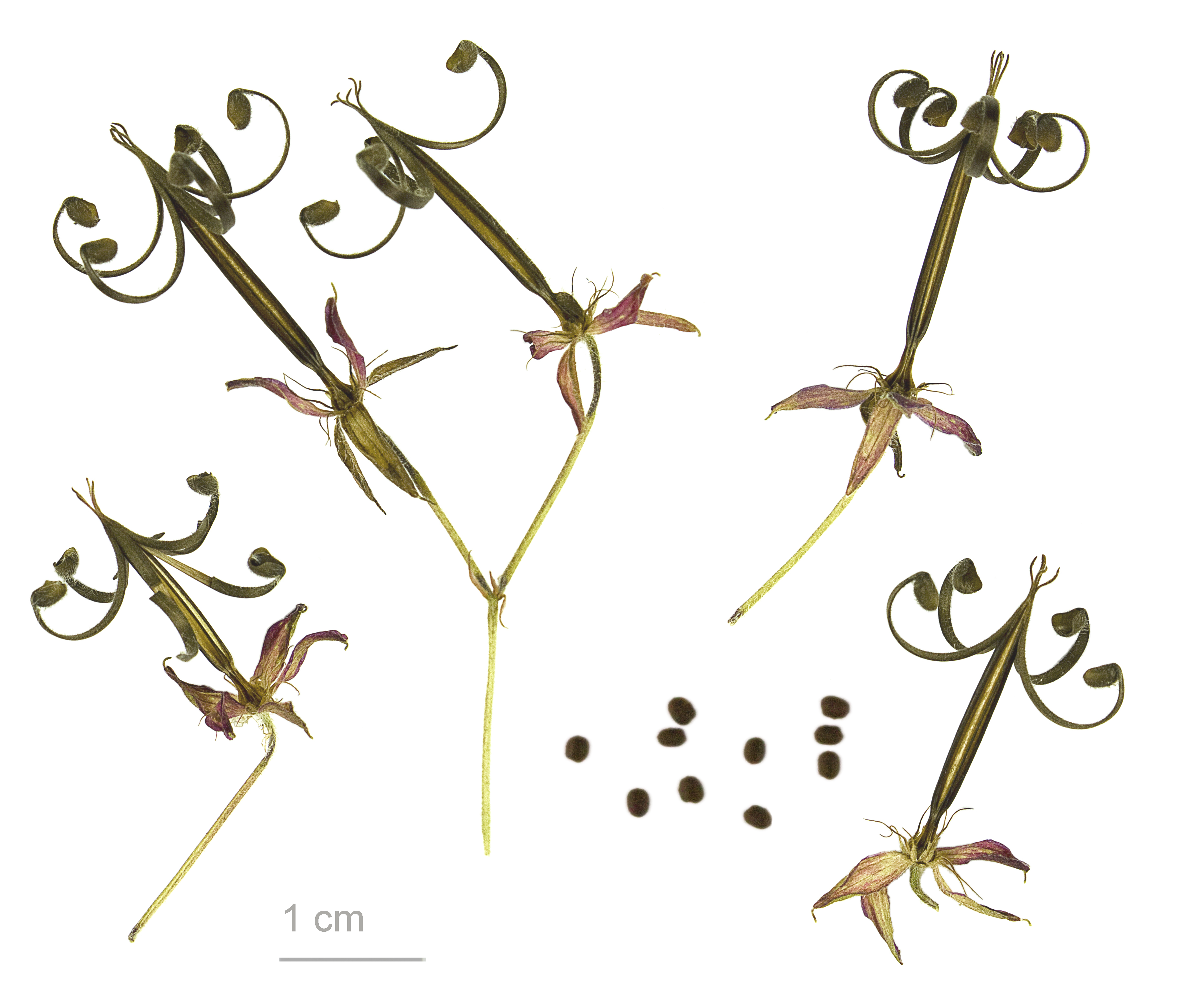
果実と種子

## 薬草
ゲンノショウコはドクダミ、センブリなどと共に、日本では古くからの三大民間薬の一つに数えられ、下痢止めの薬草として知られている。江戸時代から民間薬として用いられるようになり、『本草綱目啓蒙』（1803年）にも取り上げられ、「根苗ともに粉末にして一味用いて痢疾（りしつ）を療するに効あり、故にゲンノショウコと言う」との記載が見られる。現代の日本薬局方にも「ゲンノショウコ」として見える。ただし、伝統的な漢方方剤（漢方薬）では用いない。
有効成分は全体、特に開花時の茎葉に、フィロバロールタンニンを約20%、その他に没食子酸（もつしょくしさん）、クルセチオン、コハク酸などを含んでいる。タンニンとは渋のことで、たんぱく質などと結合して細胞組織を引き締める収斂作用、消炎作用、止血作用があるといわれる。根・茎・葉・花などを干し煎じて下痢止めや胃薬とし、また茶としても飲用する。
薬草としての栽培は、種子で繁殖させ、春に種をまく。環境は、日当たりの良い適湿地が良いとされる。

### 採取と飲用
一般に開花期である7 - 9月ごろに根を除いて地上部を刈り取り、洗って十分水気を除いて、天日で乾燥させたものが生薬になり、ゲンノショウコとよんでいる。日本薬局方では茎・葉をゲンノショウコ、その粉末をゲンノショウコ末という。若葉のころは、トリカブトやキンポウゲ類の有毒植物に似ているため注意を要するが、夏の開花期であれば花で確認できる。
優れた健胃・整腸作用を持ち、下痢、便秘、食あたり、慢性の胃腸疾患に効能があり、時間をかけて十分煎じることで薬効成分が抽出される。下痢止めとしては、ゲンノショウコ1日量10 - 20グラムを約500 - 600 ccの水で煎じ約半量まで煮詰めたものをさらに濾して、温かい状態で食後3回分けて服用する方法が知られている。下痢に使用するときは、なるべく量を多くした方が良いと言われ、便秘に使用するときは、1日量5 - 10グラムと量を減らして煎じ服用するとされる。冷えた煎じ汁は、整腸薬となる。扁桃炎、口内炎、のどの痛みには、煎じ汁をうがい薬として使用することが知られている。湿疹やかぶれには、煎じ液を冷まして冷湿布に用いられる場合もある。慢性的な胃腸の弱い状態などではお茶代わりに飲用する場合もある。利尿目的の場合は、1日10 - 15グラムを、500 ccの水で、5 - 10分煎じ、3回に分けて食間に服用する。高血圧予防には、ゲンノショウコ10グラム、ドクダミ10グラム、少し炒った決明子5グラムを煎じて常用すると効くとされる。また、ゲンノショウコ100グラム、ヨモギ100グラムを混ぜて浴湯料として使ったゲンノショウコ風呂は、冷え性、しぶり腹に効くとされる。
下痢、便秘に使用するのは日本独特の使い方で、中国ではこのような症状には使用されていなかった。中国には日本のゲンノショウコはないが、キクバフウロ、ミツバフウロ、イチゲフウロなどを老鸛草（ろうかんそう）と称して、神経痛に用いる。

## 食用
若芽、若葉、花は食用にすることができる。採取時期は、暖地が4 - 8月ごろ、寒冷地では5 - 8月ごろとされ、タンニンが少ない若芽のころに採取する。ただし、この頃の若苗は毒草のトリカブト、ウマノアシガタ、キツネノボタンの葉とよく似ており、間違いを防ぐため開花期にウメに似た花形を確認してから若葉を摘み取るのが無難といわれている。
若葉であっても灰汁が強く、熱湯でよく茹でてからしばらく水にさらして灰汁抜きをする。食べるときは、茹でてから和え物、油炒め、炒めてから煮びたし、佃煮にする。また、葉の大きいものは生のまま薄く衣をつけて天ぷらにしてもよく、苦味が少なくなるように170度前後の低温の油でゆっくり揚げる。花はサラダにトッピングして彩りにする。

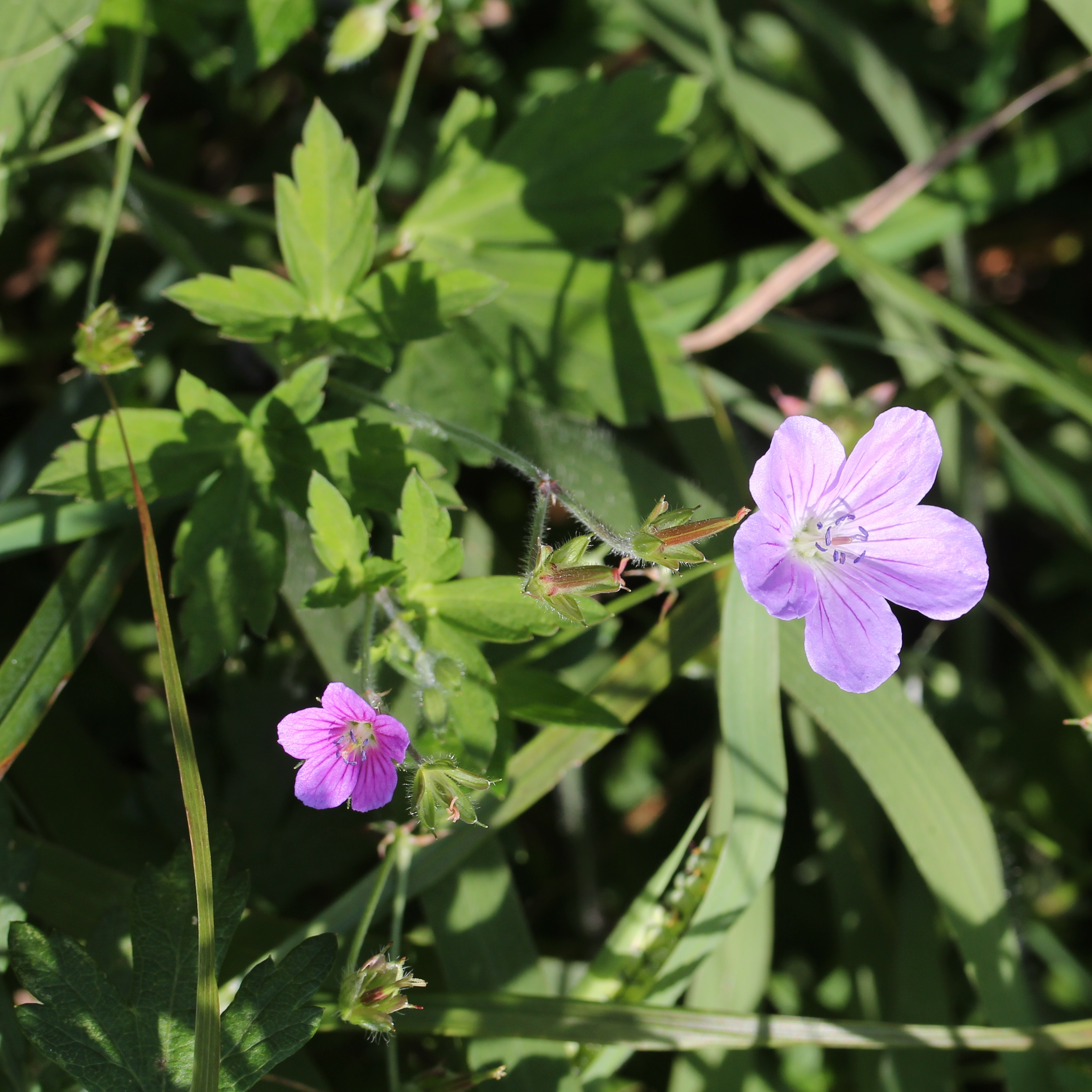
ゲンノショウコの花
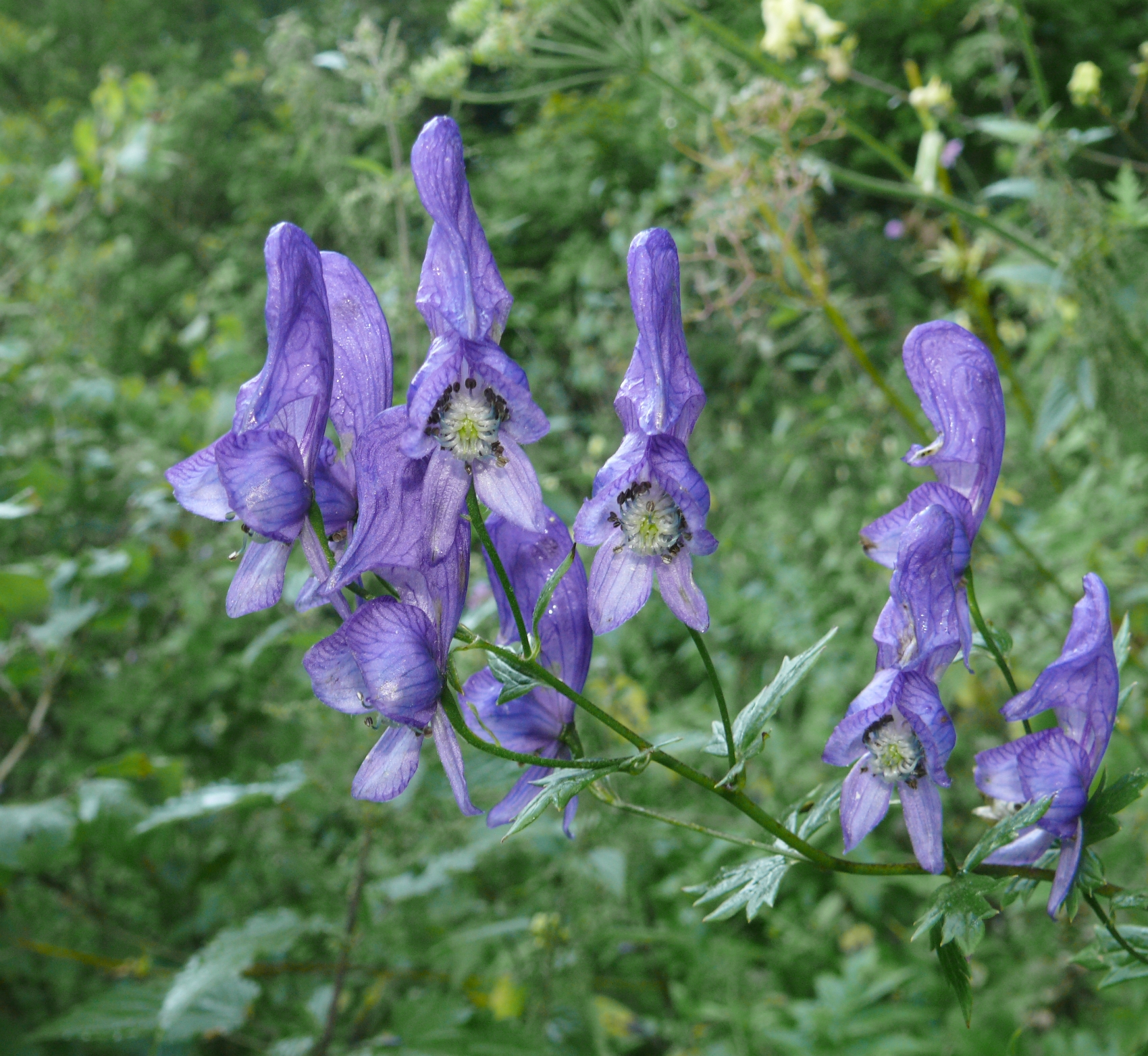
トリカブトの花
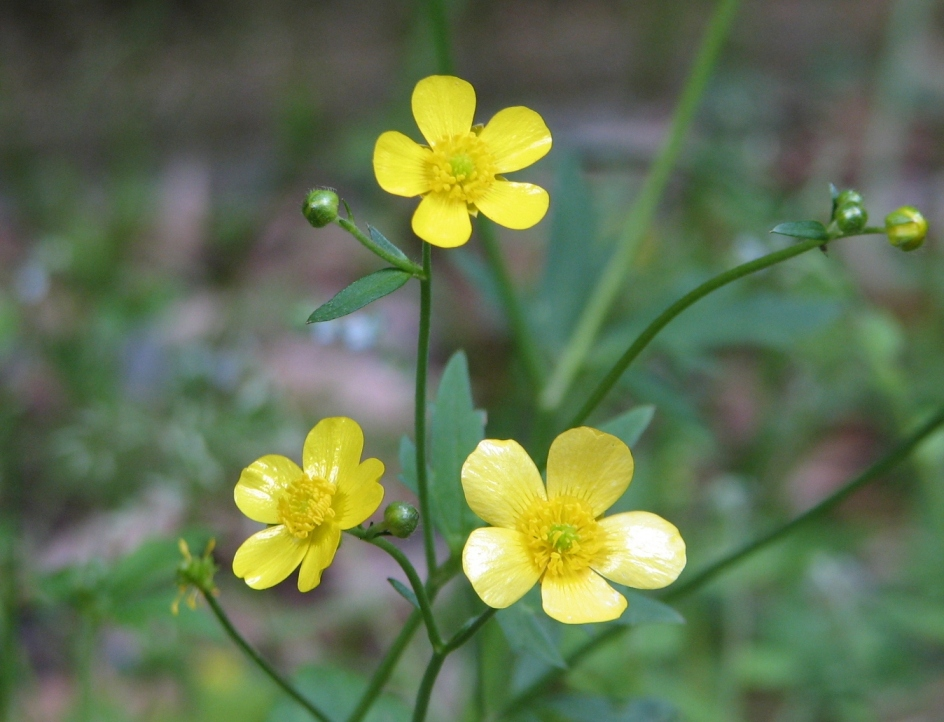
ウマノアシガタの花

## 季語
夏の季語である。